# Thomas Mathiesen
Thomas Mathiesen (Oslo, 5 ottobre 1933 – Oslo, 29 maggio 2021) è stato un sociologo norvegese.
Mathiesen conseguì il Dottorato di ricerca nel 1965 con la tesi The Defences of the Weak, un'analisi critica delle carceri che ricevette l'attenzione internazionale. Nel 1972 divenne professore di sociologia giuridica all'Università di Oslo, e nel corso della sua carriera fu anche ricercatore in visita in California, Stati Uniti, in Polonia, in Sud America e in Africa, tra gli altri. Mathiesen divenne particolarmente noto per le sue ricerche e come critico delle prigione e dei moderni sistemi di sorveglianza. Fu anche determinante nella fondazione della Inglese Penal Reform Association (PROP) nel 1972.
Mathiesen ha scritto libri che sono stati tradotti in diverse lingue. La sua opera principale Perché il carcere? è stato pubblicato in italiano nel 1996. Mathiesen partecipò anche ad una riunione di giudici in Italia nel 1977. Nel 1997, ha presentato il concetto di "Synoptikon" o "sorveglianza di pochi tra molti", come controparte sociologica del panottismo, descritto da Michel Foucault in Disciplinare e punire (1975).
Tra gli altri libri di Mathiesen in inglese figurano The Politics of Abolition (1974), per il quale ha ricevuto un premio dalla Società Internazionale di Criminologia nel 1978, Silently Silenced (2004) e Towards a Surveillant Society (2013). Gli è stato conferito il dottorato onorario dall'Università di Lund, in Svezia, nel 2003.

## Opere
- 1996: Perché il carcere? (Torino: Edizioni Gruppo Abele)